# Prêmio Guarani de Cinema Brasileiro 2007
O Prêmio Guarani de Cinema Brasileiro de 2007 é a décima segunda edição do Prêmio Guarani, organizada pela Academia Guarani de Cinema. Os indicados passaram por uma criteriosa avaliação de críticos de cinema de todas as regiões do Brasil, que elegeram cinco finalistas que se destacaram no cinema durante o ano de 2006 nas 19 categorias da premiação.

## Vencedores e indicados
Os vencedores estão em negrito, de acordo com o site Papo de Cinema:
| Melhor Filme | Melhor Direção |
| --- | --- |
| - O Céu de Suely – Walter Salles, Maurício Andrade Ramos, Hengameh Panahi, Thomas Habërle, Peter Rommel - Anjos do Sol – Luiz Leitão de Carvalho, Juarez Precioso, Rudi Lagemann - O Ano em que Meus Pais Saíram de Férias – Caio Gullane, Fabiano Gullane, Cao Hamburger - A Máquina – Diler Trindade - Zuzu Angel – Joaquim Vaz de Carvalho       | - Cao Hamburger – O Ano em que Meus Pais Saíram de Férias - Beto Brant – Crime Delicado - João Falcão – A Máquina - José Eduardo Belmonte – A Concepção - Sérgio Rezende – Zuzu Angel |
| Melhor Atriz | Melhor Ator |
| - Hermila Guedes – O Céu de Suely como Hermila/Suely - Fernanda Carvalho – Anjos do Sol como Maria - Irene Ravache – Depois Daquele Baile como Dóris - Mariana Ximenes – A Máquina como Karina - Patrícia Pillar – Zuzu Angel como Zuleika de Souza Netto "Zuzu Angel"                                                                              | - Antônio Calloni – Anjos do Sol como Saraiva - Gustavo Falcão – A Máquina como Antônio - Lázaro Ramos – Cafundó como João de Camargo - Marco Nanini – Irma Vap: O Retorno como Tony Albuquerque / Cleide Albuquerque - Matheus Nachtergaele – Tapete Vermelho como Joaquim Silva "Quinzinho"                                                 |
| Melhor Atriz Coadjuvante | Melhor Ator Coadjuvante |
| - Léa Garcia – O Maior Amor do Mundo como Dona Zezé (Mãe Santinha) - Bianca Comparato – Anjos do Sol como Inês - Darlene Glória – Anjos do Sol como Vera - Leona Cavalli – Cafundó como Rosário - Mary Sheila – Anjos do Sol como Celeste | - Paulo Autran – A Máquina como Antônio - José Dumont – Árido Movie como Zé Elétrico - Marcos Caruso – Depois Daquele Baile como Otávio - Otávio Augusto – Anjos do Sol como Lourenço - Selton Mello – Árido Movie como Bob |
| Melhor Roteiro Original | Melhor Roteiro Adaptado |
| - O Ano em que Meus Pais Saíram de Férias – Anna Muylaert, Bráulio Mantovani, Cao Hamburger e Claudio Galperin - Anjos do Sol – Rudi Lagemann - O Céu de Suely – Karim Ainouz, Felipe Bragança e Mauricio Zacharias - Tapete Vermelho – Luis Alberto Pereira e Rosa Nepomuceno - Zuzu Angel – Marcos Bernstein e Sérgio Rezende                     | - A Máquina – Adriana Falcão e João Falcão - Achados e Perdidos – Paulo Halm - Crime Delicado – Beto Brant, Marçal Aquino, Marco Ricca, Luiz Fernando Carvalho Filho e Maurício Paroni de Castro - Depois Daquele Baile – Susana Schild - Wood & Stock: Sexo, Orégano & Rock’n’Roll – Rodrigo John                                            |
| Melhor Fotografia | Melhor Direção de Arte |
| - Árido Movie – Murilo Salles - O Ano em que Meus Pais Saíram de Férias – Adriano Goldman - Cafundó – José Roberto Eliezer - A Máquina – Walter Carvalho - O Veneno da Madrugada – Walter Carvalho | - A Máquina – Marcos Pedroso - O Ano em que Meus Pais Saíram de Férias – Cássio Amarante - Irma Vap: O Retorno – Marcos Flaksman - O Veneno da Madrugada – Marcos Flaksman - Zuzu Angel – Marcos Flaksman |
| Melhor Figurino | Melhor Maquiagem |
| - Zuzu Angel – Kika Lopes - O Ano em que Meus Pais Saíram de Férias – Cristina Camargo - Irma Vap: O Retorno – Cao Albuquerque, Marília Britto e Muti Randolph - O Maior Amor do Mundo – Marcelo Pires e Bettine Silveira - A Máquina – Kika Lopes                                                                                                  | - Irma Vap: O Retorno – Martín Macías Trujillo e Jorge Hernandez - Cafundó – Siva Rama Terra - A Concepção – Akira Goto - A Máquina – Tereza Gonzalez - Zuzu Angel – Martín Macías Trujillo |
| Melhor Edição | Melhor Efeito Visual |
| - A Concepção – Paulo Sacramento e José Eduardo Belmonte - O Ano em que Meus Pais Saíram de Férias – Daniel Rezende - Árido Movie – Vânia Debs - A Máquina – Natara Ney - Zuzu Angel – Marcelo Moraes | - A Máquina – Sérgio Schmidt e Mauricio Couto Bevilaqua - Fica Comigo Esta Noite – Sérgio Schmid - A Ilha do Terrível Rapaterra – Emerson Bonadias - Irma Vap: O Retorno – Mauricio Couto Bevilaqua e Marcelo Siqueira - Muito Gelo e Dois Dedos d’Água – Mauricio Couto Bevilaqua e Marcelo Siqueira                                         |
| Melhor Som | Melhor Trilha Sonora |
| - A Máquina – José Moreau Louzeiro, Maria Muricy, Simone Petrillo e Claudio Valdetaro - O Ano em que Meus Pais Saíram de Férias – Alessandro Laroca e Eduardo Virmond Lima - Irma Vap: O Retorno – Waldir Xavier - O Veneno da Madrugada – Pedro Sá Erp e Osvaldo Vacca - Zuzu Angel – Miriam Biderman, Ana Chiarini, Ricardo Reis e Fernando Henna | - A Máquina – Chico Buarque de Hollanda, Robertinho do Recife e DJ Dolores - O Ano em que Meus Pais Saíram de Férias – Beto Villares - O Céu de Suely – Berna Ceppas e Kamal Kassin - A Concepção – Zepedro Gollo - Zuzu Angel – Cristóvão Bastos                                                                                             |
| Melhor Documentário | Revelação do Ano |
| - Estamira – José Padilha, Marcos Prado - O Dia em que o Brasil Esteve aqui – Adriano Civita - Do Luto à Luta – Leila Bourdokan - O Sol: Caminhando Contra o Vento – Tetê Moraes - Soy Cuba: O Mamute Siberiano – Isabel Martinez | - Hermila Guedes – O Céu de Suely como Hermila/Suely - Fernanda Carvalho – Anjos do Sol como Maria - Gustavo Falcão – A Máquina como Antônio - Lilian Taublib – Crime Delicado como Inês - Michel Joelsas – O Ano em que Meus Pais Saíram de Férias como Mauro Gadelha                                                                        |
| Melhor Filme Estrangeiro | Júri Popular |
| - Match Point (Inglaterra) - Caché (França) - A Criança (Bélgica) - O Homem Urso (Estados Unidos) - O Labirinto do Fauno (México) | - O Ano em que Meus Pais Saíram de Férias – Caio Gullane, Fabiano Gullane, Cao Hamburger - Anjos do Sol – Luiz Leitão de Carvalho, Juarez Precioso, Rudi Lagemann - O Céu de Suely – Walter Salles, Maurício Andrade Ramos, Hengameh Panahi, Thomas Habërle, Peter Rommel - A Máquina – Diler Trindade - Zuzu Angel – Joaquim Vaz de Carvalho |